# Natalia Stratulat
Natalia Stratulat (* 24. Juli 1987 in Chișinău, Moldauische SSR, Sowjetunion als Natalia Artîc) ist eine moldauische Leichtathletin, die sich auf den Diskuswurf spezialisiert hat und gelegentlich auch im Kugelstoßen an den Start geht.

## Sportliche Laufbahn
Erste internationale Erfahrungen sammelte Natalia Stratulat im Jahr 2005, als sie bei den Balkan-Meisterschaften in Novi Sad mit einer Weite von 13,01 m den fünften Platz im Kugelstoßen belegte. 2007 gelangte sie bei den Balkan-Meisterschaften in Sofia mit 13,00 m auf den vierten Platz und 2011 gewann sie bei den Balkan-Meisterschaften in Sliwen mit 53,81 m die Silbermedaille im Diskuswurf hinter der Serbin Dragana Tomašević. Im Jahr darauf belegte sie bei den Europameisterschaften in Helsinki mit 58,64 m den achten Platz und 2014 gelangte sie nach einem Jahr Wettkampfpause bei den Balkan-Meisterschaften in Pitești mit 48,20 m auf Rang sechs. 2015 wurde sie bei der 3. Liga der Team-Europameisterschaft im Rahmen der Europaspiele in Baku mit 55,08 m Erste und anschließend belegte sie bei der Sommer-Universiade in Gwangju mit 54,74 m den siebten Platz. Daraufhin gewann sie bei den Balkan-Meisterschaften in Pitești mit 52,82 m die Bronzemedaille hinter der Griechin Chrysoula Anagnostopoulou und Veronika Domjan aus Slowenien. Im Jahr darauf sicherte sie sich bei den Balkan-Meisterschaften ebendort mit 56,29 m die Silbermedaille hinter der Griechin Anagnostopoulou und anschließend verpasste sie bei den Europameisterschaften in Amsterdam mit 54,45 m den Finaleinzug. Daraufhin nahm sie an den Olympischen Sommerspielen in Rio de Janeiro teil und schied dort mit 53,27 m in der Qualifikationsrunde aus. Seit 2018 lebt und trainiert sie in Kanada und tritt nur noch vereinzelt bei nationalen Wettkämpfen in Kanada an.
In den Jahren 2006, 2007 und 2009 sowie 2011, 2015 und 2016 wurde Stratulat moldauische Meisterin im Diskuswurf sowie 2006, 2009 und 2011 im Kugelstoßen und 2011 auch im Speerwurf. Zudem wurde sie 2012 Hallenmeisterin im Kugelstoßen.

## Persönliche Bestleistungen
- Kugelstoßen: 14,40 m, 5. Februar 2011 in Chișinău
- Diskuswurf: 62,13 m, 4. März 2012 in Vila Real de Santo António
- Speerwurf: 45,88 m, 29. Mai 2011 in Chișinău